# Nishada rotundipennis
Nishada rotundipennis là một loài bướm đêm thuộc phân họ Arctiinae, họ Erebidae.